# Culture.pl
Culture.pl este un mare portal web dedicat culturii poloneze. A fost fondat de Institutul Adam Mickiewicz în martie 2001. Scris în limbile poloneză, engleză și rusă, web site-ul promovează activitatea artiștilor polonezi din întreaga lume și este o bază de date de informații populare cu privire la toate aspectele artistice ale culturii poloneze. Numărul său ISSN este 1734-0624.

## Structura
Pe lângă faptul că este și bază de date și revistă despre cultura poloneză, site-ul promovează evenimente culturale organizate de Institutului Adam Mickiewicz. Potrivit site-ului web, din 2015, Culture.pl are în jur de 38.000 de articole (dintre care 8.000 în engleză) împărțite pe categorii, inclusiv muzică, arte vizuale, film, teatru, dans, limbă și literatură, benzi desenate, patrimoniu, arhitectură, fotografie și design. Cu toate că o mare parte a site-ului este dedicată artiștilor polonezi și lucrărilor acestora, există informații despre aproximativ 700 de instituții culturale, cum ar fi muzee, galerii, săli filarmonice, teatre și școli de artă. Multe articole sunt scrise în limba engleză și sunt destinate în special publicului internațional.
Portalul a fost fondat în martie 2001. Proiectul a fost inițial conceput și proiectat de Andrzej Lubomirski, care a lucrat ca redactor-șef până în 2008. Printre redactorii-șefi următori s-au numărat Monika Rencławowicz (2008-2009), Elżbieta Sawicka (2009–2012) și Weronika Kostyrko (2012-2016). Site-ul a continuat să-și extindă oferta cu ghiduri multimedia și podcast-uri.
În iunie 2016, Culture.pl a lansat patru ghiduri multimedia dezvoltate împreună cu Bright Media, numit Un ghid pentru străini despre cultura poloneză, care acoperă domeniile cinematografiei, muzicii electronice și fotografiei, precum și alfabetul polonez.
În august 2017, secțiunea engleză Culture.pl a lansat primul podcast, numit Stories From The Eastern West, Povestiri din vestul estic. Podcastul este anunțat ca o „istorie puțin cunoscută a Europei Centrale și de Est care ne-a schimbat lumea”. În august 2019, echipa a lansat o mini-serie numită The Final Curtain (Cortina finală) despre prăbușirea blocului estic.
În decembrie 2018, secțiunea engleză Culture.pl a produs prima sa carte Quarks, Elephants & Pierogi: Poland in 100 Words (Quarci, elefanți și pierogi: Polonia în 100 de cuvinte), o extindere și reprezentare a vechii sale serii online Polonia Word by Word (Polonia cuvânt cu cuvânt) pentru a comemora 100 de ani de la recâștigarea independenței Poloniei. Cartea a fost ilustrată de artistul Magdalena Burdzyńska și scrisă de Mikołaj Gliński, Matthew Davies și Adam Żuławski.
În februarie 2019, Culture.pl a lansat Unde este Polonia?, un ghid multimedia extensiv pentru modul în care a continuat și s-a dezvoltat cultura poloneză în cei 123 de ani când au avut loc Împărțirile Poloniei.
Tot în februarie 2019, Culture.pl a lansat Unseen (Nevăzut), primul lor soundwalk geo-localizat. Primul sezon este proiectat pentru a fi folosit împreună cu aplicația Echoes în timp ce utilizatorul se poate plimba prin Palatul Culturii și Științei din Varșovia.

## Recepție
În 2010, revista lunară Press a numit Culture.pl cel mai bun portal cultural în limba poloneză de pe Internet.
În 2015, portalul a câștigat premiul la categoria „Cultură pe net” la premiile anuale „Garanția culturii” organizate de canalul TVP Kultura. Premiile sunt acordate celor mai interesante și mai importante vedete culturale poloneze ale anului.
În 2019, cartea Quarks, Elephants & Pierogi: Poland in 100 Words a câștigat premiul la categoria Ghiduri la ceremonia de acordare a premiile pentru cele mai frumoase cărți din 2018, ceremonie organizate de societatea poloneză a editorilor de carte, PTWK.